# Nickel(II) sulfide
Nickel(II) sulfide là một hợp chất vô cơ với công thức hóa học NiS, gồm thành phần là hai nguyên tố nickel và lưu huỳnh. Về cảm quan bên ngoài, hợp chất này là một chất rắn có màu đen được sản xuất bằng cách thúc đây các muối nickel(II) tác dụng với hydro sulfide (H2S). Ngoài hợp chất NiS, có nhiều loại nickel sulfide khác cũng được biết đến, gồm có khoáng sản millerit, có cùng công thức hóa học là NiS. Ngoài các quặng hữu ích, nickel(II) sulfide còn là sản phẩm của phản ứng khử lưu huỳnh và đôi khi được sử dụng làm chất xúc tác cho các phản ứng. Ngoài ra, còn có các dạng không định lượng được của nickel sulfide khác được biết đến ví dụ như Ni9S8 và Ni3S2.

## Sự xuất hiện
Khoáng sản mang tên millerit cũng là một nickel(II) sulfide với cùng công thức phân tử NiS, mặc dù cấu trúc của nó khác với NiS theo chu trình tổng hợp do các điều kiện mà nó hình thành. Khoáng sản này được tạo thành trong tự nhiên ở các hệ thống thủy nhiệt nhiệt độ thấp, trong các hốc đá cacbonat và là một sản phẩm phụ của các khoáng chất nickel khác.

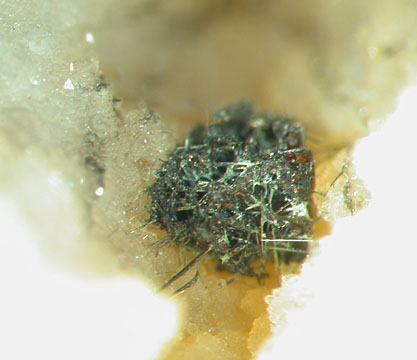
Tinh thể millerit

## Điều chế
Nickel(II) sulfide có thể được điều chế bằng cách cho muối nickel(II) tác dụng với acid sulfhydric.
Ni2+ (dd) + H2S (dd) → NiS (r) +  2 H+ (dd)
Cũng có thể điều chế hợp chất bằng cách cho nickel và lưu huỳnh tác dụng với nhạu.

## Cấu trúc
Giống như các vật liệu liên quan, nickel(II) sulfide có mô-típ nickel(II) asenide. Trong cấu trúc này, nickel có dạng bát diện và các tâm sulfide nằm trong các vị trí lăng trụ tam giác.
Nickel sulfide có hai đa hình. Pha α kết tinh dưới dạng lục phương, trong khi pha β kết tinh dưới dạng trực thoi. Pha α ổn định ở nhiệt độ trên 379 °C (714 °F; 652 K), và chuyển đổi thành pha β ở nhiệt độ thấp hơn. Sự chuyển pha đó làm cho khối lượng tăng thêm 2–4%.